# Axel Stepken
Axel Henning Stepken (* 23. August 1958 in Essen) ist ein deutscher Manager und war von 2007 bis Ende 2022 Vorstandsvorsitzender der TÜV SÜD AG.

## Leben
Axel Stepken wurde 1958 in Essen geboren. Nach dem in Essen erworbenen Abitur absolvierte er von 1977 bis 1978 die Bundeswehr. Er studierte von 1978 bis 1984 an der RWTH Aachen Elektrotechnik mit Schwerpunkt Energietechnik. 1984 bis 1990 arbeitet er als wissenschaftlicher Mitarbeiter am Institut für Allgemeine Elektrotechnik und Hochspannungstechnik der RWTH, wo er 1989 zum Dr.-Ing. promovierte. Seit 2015 ist er Honorarprofessor der TU München.

## Karriere
Nach seiner Promotion arbeitete Stepken ab 1991 bei ABB als Projektleiter für Automatisierungstechnik in Hochspannungsschaltanlagen. 1995 wechselte er als Geschäftsführer zu PT ABB Transmission and Distribution nach Jakarta, Indonesien. 1998 wurde Stepken Geschäftsführer der ABB Airport Technologies in Mannheim. Im Oktober 2002 wurde er in den Vorstand der TÜV Süddeutschland Holding AG in München berufen. Von 2007 bis Ende 2022 war er Vorsitzender des Vorstandes der TÜV SÜD AG.

### Aufsichtsratsmandate und Beraterverträge
Axel Stepken ist Präsidiumsmitglied des Verbands der Technischen Überwachungs-Vereine (VdTÜV). Im Mai 2022 wurde er turnusgemäß zu dessen Vorsitzenden gewählt. Vom Jahresbeginn 2015 bis zum Jahresende 2020 war er Vorsitzender des Berufspolitischen Beirats des Vereins Deutscher Ingenieure (VDI) und damit Mitglied des VDI-Präsidiums. Zudem ist Axel Stepken Mitglied des Senats der Deutschen Akademie der Technikwissenschaften (acatech).